# Polscy Socjaliści

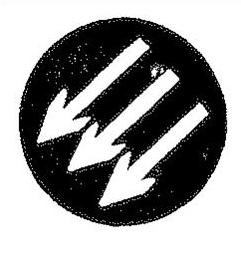
Logo używane przez PS.

Polscy Socjaliści (PS) – organizacja konspiracyjna lewego skrzydła Polskiej Partii Socjalistycznej działająca w okresie 1941–1943.

## Historia
Organizacja została powołana 1 września 1941 na zjeździe organizacji konspiracyjnych „Barykada Wolności”, „Gwardia”, pism „Zagadnienia” i „Na barykadzie” oraz luźnych grup lewicy z Łodzi i Lwowa. Na zjeździe wyłoniono Komitet Centralny w składzie – Adam Próchnik ps. Artur (przewodniczący), Stanisław Chudoba ps. Stefan  (sekretarz), Edward Osóbka ps. Janusz (skarbnik), Leszek Raabe ps. Marek (wojsko), Henryk Wachowicz ps. Aleksander (sprawy organizacyjne), Piotr Gajewski ps. Piotruś (wydział zawodowy). Wyłoniono również Radę Polityczną w składzie: Zygmunt Szymanowski, Jan Cynarski-Krzesławski, Włodzimierz Kaczanowski, Stanisław Płoski, Wacław Schayer, Wincenty Markowski, Jadwiga Markowska, Jan Stefan Haneman. W przyjętej na Zjeździe „Deklaracji politycznej Polskich socjalistów” zapowiedziano, że Polscy Socjaliści będą dążyć do zjednoczenia ruchu socjalistycznego i porozumienia z ruchem ludowym oraz pracowniczym w celu utworzenia w przyszłości rządu ludowego. Polscy Socjaliści nie stanowili zatem odrębnej partii politycznej lecz uważali się za grupę PPS równorzędną z PPS-WRN. Pod patronatem przewodniczącego Rady Naczelnej PPS Zygmunta Żuławskiego toczono od 1941 rozmowy o połączeniu PS z PPS-WRN.
Organizacja popierała rząd gen. Sikorskiego, oraz jego politykę wobec ZSRR, nie zmieniając jednocześnie negatywnej oceny systemu komunistycznego.
Po ustąpieniu PPS-WRN z Politycznego Komitetu Porozumiewawczego, na miejsce przeznaczone dla PPS, z inicjatywy Zygmunta Żuławskiego oraz Józefa Grudzińskiego ze Stronnictwa Ludowego, we wrześniu 1941 wszedł przedstawiciel Polskich Socjalistów Adam Próchnik. W skład Kierownictwa Walki Cywilnej wszedł Leszek Raabe, zaś oddziały bojowe zaczęły współpracę ze strukturami ZWZ.
Działania zjednoczeniowe Polskich Socjalistów z PPS WRN zostały przerwane 22 maja 1942 w związku ze śmiercią Adama Próchnika. Po tym wydarzeniu, w maju 1942 kierownictwo organizacji objął usunięty wcześniej z PPS-WRN Henryk Wachowicz. Latem 1942 r. PPR zainicjowała rozmowy z kierownictwem Polskich Socjalistów. Podczas tych rozmów PPR zaproponowała im nawiązanie współpracy w walce przeciwko okupantowi niemieckiemu. W spotkaniach tych ze strony PPR uczestniczyli Paweł Finder, Jerzy Albrecht a ze strony PS Henryk Wachowicz i Piotr Gajewski. Aresztowania członków PS jesienią 1942 r. spowodowały przerwanie tych rozmów. W lipcu 1942 wskutek wejścia do organizacji agenta Gestapo, doszło do licznych aresztowań (aresztowano m.in. Henryka Wachowicza, Tadeusza Korala, mjr. Malinowskiego „Witalis” z ZWZ, Wiktora Strzeleckiego „Karol Buka” kuriera rządu w Londynie). Spowodowało to paraliż organizacji. Dodatkowym elementem było wypuszczenie na wolność przez Gestapo Henryka Wachowicza, co wywołało pojawienie się wątpliwości, co do jego roli w organizacji. W efekcie nastąpił również spadek zaufania do całej PS.
Na czele PS stanął wreszcie Wincenty Markowski, a w redakcji „Robotnika” Stanisława Chudobę zastąpił Władysław Jakubowski. Polscy Socjaliści sprzeciwiali się politycznej linii PPS-WRN, odrzucili także propozycje PPR zmierzające do jedności działania komunistów i socjalistów. Spory wewnątrz organizacji pomiędzy zwolennikami jedności PPS oraz zwolennikami wyodrębnienia się osobnej partii politycznej doprowadziły do silnych podziałów.
W marcu 1943 część organizacji, wraz z przewodniczącym oraz oddziałami wojskowymi (Socjalistyczna Organizacja Bojowa) i młodzieżowymi (grupa „Płomienie”) weszła w skład PPS-WRN, zaś Wincenty Markowski ustąpił miejsce w Politycznym Komitecie Porozumiewawczym Kazimierzowi Pużakowi. 11 kwietnia 1943 r. drugi zjazd PS nadał organizacji nazwę Robotniczej Partii Polskich Socjalistów.
Organizacja terenowa PS obejmowała: Warszawę, Warszawę-podmiejską, Łódź, Radom, Skarżysko, Końskie, Radomsko, Podlasie, Lubelskie, Zamojskie i zalążki w Krakowie.

## Prasa
Głównymi wydawnictwami organizacji były wydawnictwa: „Barykada Wolności” przekształcona w „Robotnika"(red. Stanisław Chudoba później Władysław Jakubowski), miesięcznik „Gwardia” (red. Leszek Raabe), „Na barykadzie”, „Zagadnienia” (red. Włodzimierz Kaczanowski), „Płomienie” (red. Karol Lipiński, Jan Strzelecki).

## Organizacja bojowa
Siłą zbrojną były Formacje Bojowo-Milicyjne Polskich Socjalistów a następnie Socjalistyczna Organizacja Bojowa.